# Då som nu för alltid
Då som nu för alltid är det tolfte och sista studioalbumet av den svenska rockgruppen Kent. Albumet släpptes den 20 maj 2016. Datumet annonserades först den 14 mars 2016 i samband med att Kent meddelade att 2016 blir deras sista år tillsammans. Samtidigt släpptes singeln "Egoist", som dock inte kom med på albumet. Albumets första singel blev istället "Vi är inte längre där", som utgavs den 3 maj 2016.
Albumet nådde topp 15 i Danmark, Finland, Norge och Sverige. På Sverigetopplistan gick den in på första plats den 27 maj 2016.

## Bakgrund och inspelning
Albumet spelades in under några veckor i november och december 2015 vid Electric Lady Studios, New York. Låtlista och omslag presenterades på bandets webbplats den 17 april 2016.   En promotionsvideo med albumets namn visar bilder från Stockholm (fast inget spår på skivan hette så).

## Låtlista
All text och musik av Joakim Berg, utom "Den sista sången", med text och musik av Joakim Berg, Liv Berg, Ava Berg och Sixten Berg.
1. "Andromeda" – 4:36
2. "Tennsoldater" – 4:17
3. "Vi är för alltid" – 4:50
4. "Den vänstra stranden" – 4:46
5. "Nattpojken & Dagflickan" (med Anna Ternheim) – 3:56
6. "Vi är inte längre där" – 5:19
7. "Förlåtelsen" – 5:55
8. "Skyll inte ifrån dig" – 4:30
9. "Gigi" – 3:52
10. "Falska profeter" – 6:20
11. "Den sista sången" – 5:16

## Listplaceringar
| Lista (2016)                        | Högsta placering |
| ----------------------------------- | ---------------- |
| Danmark (Tracklisten)               | 13               |
| Finland (Finlands officiella lista) | 3                |
| Norge (VG-lista)                    | 5                |
| Sverige (Sverigetopplistan)         | 1                |